# Ville Laihiala

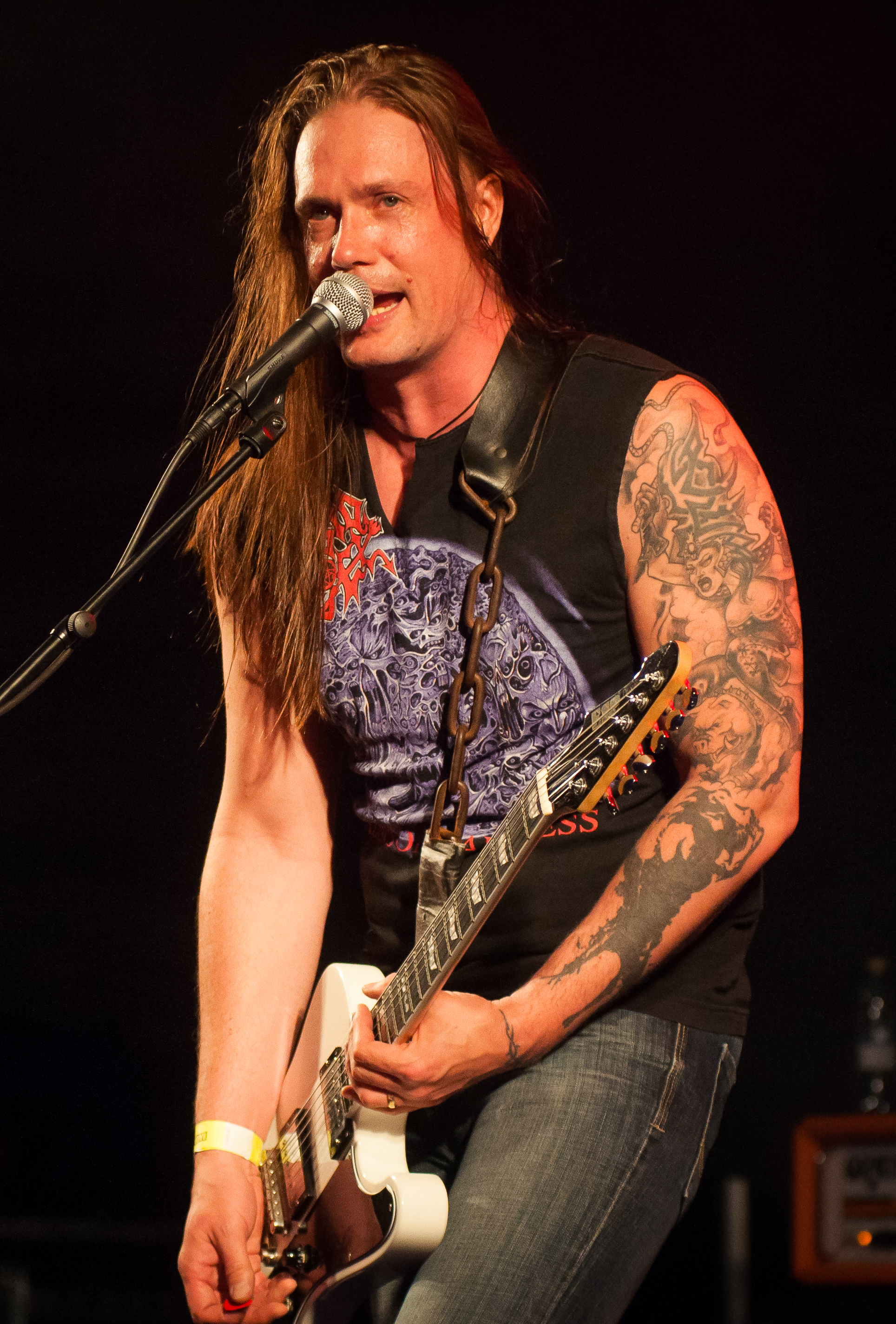
Ville Laihiala tijdens 2014 Rakuuna Rock festival in Lappeenranta, Finland

Ville Laihaila (Oulu, 13 juni 1973) is een Finse zanger van de Finse gothic metalband Poisonblack waar hij ook leadgitaar speelt.
Hij was ook frontman van Sentenced van af 1996 tot 2005.

## Discografie
Met Poisonblack:
- Escapexstacy (2003/Century Media Records)
- Lust Stained Despair (2006/Century Media Records)
- A Dead Heavy Day (2008/Century Media Records)
- Of Rust and Bones (2010/Century Media Records)
- Drive (2011/Hype Records)

Met Sentenced:
- Buried Alive (2006/Century Media Records)
- The Funeral Album (2005/Century Media Records)
- The Cold White Light (2002/Century Media Records)
- Crimson (2000/Century Media Records)
- Frozen (1998/Century Media Records)
- Down (1996/Century Media Records)